# 李察·寇蒂斯
李察·寇蒂斯，（1958年11月8日—）是一位於新西兰出生的英國電影和電視編劇、音乐制作人、演员和導演。他的作品包括爱情喜剧电影（包括《四個婚禮一個葬禮》、《BJ單身日記》、《摘星奇緣》、《真爱至上》和《咖啡馆里的女孩》）以及热播情景喜剧（《黑爵士》、《戇豆先生》和《蒂博雷的牧师》）。他與連尼·亨利是英国慈善机构喜劇救濟的創始者。

## 早年生活
寇蒂斯出生于新西兰威靈頓，母Glyness S.，父Anthony J. Curtis。寇蒂斯的父亲是联合利华的管理员，他在儿童时代随家庭过多个国家居住，包括瑞典和菲律宾。现在，他的部分家庭成员依然生活在悉尼。寇蒂斯11岁迁往英格兰，最初与弟弟一起在阿斯科特帕珀威克学校上学。1970年代的一段时间里，寇蒂斯居住在沃灵顿，就读于阿普尔顿语法学校。后来，他获得了前往哈罗公学就读的奖学金，而后在牛津大学基督堂学院获得英文语言和文学一级学位。他在牛津结识了未来的夥伴，豆豆先生路雲·雅堅遜，並開始與他合作。

## 早年写作生涯
寇蒂斯在与路雲·雅堅遜在牛津讽刺剧社中合作后，二人在爱丁堡艺穗节中同台演出，此表演是他的突破。于是，1978年，寇蒂斯被邀请为BBC Radio 3联合编剧《阿特金森人》节目，此剧在第二年播出。
之后，寇蒂斯电影和电视编剧生涯开始了。他是《恶搞整九新闻》的固定编剧，为此剧创作了不少段子，并与霍华德·古道尔一起写了不少歌曲。他与飞利浦·波普一起，搞笑模仿比吉斯的迪斯科热曲，联合为Hee Bee Gee Bees创作了单曲"Meaningless Songs (In Very High Voices)"。
1983年到1989年间，寇蒂斯先后与雅堅遜和本·埃尔顿创作了《黑爵士》，此剧分为四季，各季分别发生在英国历史的不同时期。雅堅遜在全剧中扮演主角，而寇蒂斯担任了每一集的编剧 。在1990年至1995年的喜剧节目《戇豆先生》中，他们的合作关系中得以延续。
寇蒂斯之后开始创作故事电影。第一部是1989年傑夫·高布倫、愛瑪·湯普森和路雲·雅堅遜主演的爱情喜剧电影《高个子》。后一部是两年后播出的电视电影《伯纳德与妖怪》。
1994年，寇蒂斯为喜剧演员唐·弗兰奇创立并联合编剧了《蒂博雷的牧师》，结果十分成功。2004年英国最佳情景喜剧的在线投票中，《蒂博雷的牧师》获得第三名，《黑爵士》获得第二名。这使得寇蒂斯成为唯一一位有两部作品进入前十名的编剧。

## 电影生涯
寇蒂斯在1994年爱情喜剧电影《四個婚禮一個葬禮》中获得了突破性成功。这部影片由暂定名称电影公司制作，主演为休·格兰特和安迪·麦克道威尔。虽然制作资金有限，但成为当时英国电影史上最卖座的电影。这部影片使格兰特成为国际明星，让寇蒂斯蜚声影坛，同時它也被提名为奥斯卡最佳影片之一。
寇蒂斯的下一部电影打破了在上一部中创下的记录，成为了英国新的最卖座的电影。1999年电影《摘星奇緣》由休·格兰特和茱莉娅·罗伯茨主演，罗杰·米歇尔指导，讲述了关于一个孤单的旅游书店老板与世界上最有名的电影明星坠入爱河的故事。
寇蒂斯对小说《布里吉特·琼斯的日记》进行改编，创作了下一部电影剧本。寇蒂斯认识该小说的作者海伦·菲尔丁，且感谢她对《四個婚禮一個葬禮》原始剧本的批评。她曾批评原始剧本太过欢快，建议加入一个葬礼。
两年后，寇蒂斯又自编自导了电影《真爱至上》。寇蒂斯多次在采访中说，他最喜欢的电影是勞勃·阿特曼的《納什維爾》 ，《真爱至上》中蔓延、多角色结构就归功于此电影的影响。此电影上云集了众多著名英国演员，包括休·格兰特、哥連·費夫、比·乃爾、愛瑪·湯普森、連恩·尼遜、艾倫·瑞克曼和姬拉·麗莉。故事讲述的是圣诞节来临之际，伦敦里一些人爱情与背叛的故事。
寇蒂斯后来写了电视电影《咖啡馆里的女孩》，大卫·叶茨指导，英国广播公司和HBO制作。此电影中，比·乃爾扮演一名公务员，他与凯莉·麦克唐纳扮演的年轻女人在冰岛举行的八国集团峰会期间相爱，后来女人驱使他在英国代表团内呼吁，发达国家应作出更多消除贫困工作。这部电影在2005年格伦伊格尔斯八国集团峰会开幕之前播出，获得了2006年的艾美奖杰出电视电影奖，凯莉·麦克唐纳获得迷你剧或电影最佳女演员奖，寇蒂斯获得迷你剧、电影或戏剧特别篇最佳编剧奖。
为表彰寇蒂斯在电影和电视领域的成就以及慈善努力，2007年5月20日获得了英国电影和电视艺术学院研究员职位。
寇蒂斯与安东尼·明格拉共同改编了亚历山大·麦考·史密斯的小说《第一女子侦探社》。此剧于2007年在波札那拍摄。在BBC首播于2008年3月23日，而首播前的几天明格拉刚刚逝世。2009年，HBO在美国播放此剧的试播后，决定采用相同演员制作6集，这之中寇蒂斯担任执行制片人。
他第二次自编自导的电影是2009年发行的《海盗电波》。此电影设定在1966年英国海盗电台时代。影片讲述北海的一艘船上一组流行音乐播音员运营海盗电台的故事。影片的主演包括菲臘·西摩·荷夫曼、比·乃爾、尼克·弗罗斯特、瑞斯·伊凡斯、杰玛·阿特登和簡尼夫·班納。此片在英国观众和评论界中都是个失败。
之后寇蒂斯为斯蒂芬·斯皮尔伯格的电影《战马》重写了李荷的剧本。在环球影业，他曾与梦工厂管理人斯泰西·斯奈德曾一起工作，是斯奈德将寇蒂斯推荐给斯皮尔伯格。寇蒂斯曾经的作品《黑爵士上战场》是设定在一战时期，这意味着他对这一时期已经熟悉。
他目前正工作于自导自演的《时空恋旅人》，一个关于时间旅行的爱情喜剧电影。主演为瑞秋·麥亞當斯, 多姆纳尔·格利森、比·乃爾、湯姆·荷蘭德、玛格特·罗比、莉迪亚·威尔逊和凡妮莎·寇比。拍摄部分已于2012年夏天完成。
他还在为导演斯蒂芬·达尔德里改编Andy Mulligan的小说《Trash》。

## 社会活动
寇蒂斯创建了两家慈善组织：喜剧救济和让贫穷成为历史。为让公众了解尤其是在非洲的贫困，以及推动G8领导人采取他关于结束贫困的建议，他与鲍勃·格尔多夫一起组织了现场八方演唱会。
他还建议《美國偶像》的制片人制作一档名人走进非洲体验贫困的节目，这档节目称作《美國偶像：偶像回馈》。

### 争议
在2010年10月20日，在英国推广气候政策的10:10运动在网站发布了寇蒂斯制作的电影《没有压力》。然而，由于有人抗议所谓暴力阴险的弦外之音，影片迅速被从该组织的网站移除。影片中，一些人 – 包括孩子 – 被询问是否会参与10:10活动。拒绝的人迅速被按下红色按钮炸飞。
在2011年3月20日，寇蒂斯因2011年喜劇救濟募捐活動時，連尼·亨利对电影《国王的演讲》的滑稽模仿受到的指责，英国口吃协会他之后做出了道歉。

## 个人生活
寇蒂斯生活在诺丁山，另拥有一间在萨福克沃尔伯斯威克的乡间别墅，妻子是剧本编辑和广播员艾瑪·弗洛伊德，孩子是：女儿Scarlett Rachel Anne，儿子Jake Barnard、Charlie和Spike。他们还在牛津郡泰晤士河畔亨利有一间休息寓所。

## 作品年表

### 电影
| 年   | 电影                      | 职位                |
| ---- | ------------------------- | ------------------- |
| 1989 | 《高个子》                | 编剧                |
| 1994 | 《四個婚禮一個葬禮》      | 编剧/联合执行制片人 |
| 1997 | 《憨豆先生的大灾难》      | 编剧/执行制片人     |
| 1999 | 《摘星奇緣》              | 编剧/制片人         |
| 2001 | 《BJ單身日記》            | 编剧                |
| 2003 | 《真爱至上》              | 导演/编剧           |
| 2004 | 《BJ单身日记2：理性边缘》 | 编剧                |
| 2006 | 《1966年》                | 执行制片人          |
| 2007 | 《戇豆放大假》            | 执行制片人          |
| 2009 | 《海盗电波》              | 导演/编剧/制片人    |
| 2011 | 《战马》                  | 编剧                |
| 2013 | 《真愛每一天》            | 導演/編劇           |
| 2014 | 《垃圾男孩》              | 編劇                |
| 2018 | 《媽媽咪呀！回來了》      | 共同編劇            |

### 电视
| 年        | 节目               | 职位                       |
| --------- | ------------------ | -------------------------- |
| 1979–82   | 《恶搞整九新闻》   | 编剧                       |
| 1983–89   | 《黑爵士》         | 编剧                       |
| 1984–85   | 《Spitting Image》 | 编剧                       |
| 1991      | 《伯納德與妖怪》   | 编剧                       |
| 1990–95   | 《憨豆先生》       | 编剧                       |
| 1994–2007 | 《蒂博雷的牧师》   | 编剧/联合管理人            |
| 1999–2007 | 《驯鹿大竞赛》     | 编剧                       |
| 2005      | 《咖啡馆里的女孩》 | 编剧/执行制片人            |
| 2007      | 《急诊室》         | 编剧 （1集）               |
| 2008      | 《第一女子侦探社》 | 编剧/执行制片人            |
| 2010      | 《異世奇人》       | 编剧 （1集，文森特與博士） |

## 奖项
| 年   | 结果 | 奖项            | 分类                                                                   |
| ---- | ---- | --------------- | ---------------------------------------------------------------------- |
| 1995 | 提名 | 奥斯卡金像奖    | 《四個婚禮一個葬禮》的最佳原创剧本奖                                   |
| 2004 | 提名 | 发现者编剧奖    | 《真爱至上》的最佳编剧                                                 |
| 2006 | 獲獎 | 艾美奖          | 杰出电视电影奖、迷你剧、电影或戏剧特别篇最佳编剧奖的《咖啡馆里的女孩》 |
| 2007 | 獲獎 | Bafta终身成就奖 |                                                                        |
| 2004 | 獲獎 | Bafta           | 《真爱至上》的最佳编剧                                                 |